# Ewa Cięciel
Ewa Cięciel (ur. 13 lutego 1970 w Nowym Targu) – polska siatkarka, reprezentantka i mistrzyni Polski
Z reprezentacją Polski juniorek wystąpiła na mistrzostwach Europy w 1988, zajmując ósme miejsce. W reprezentacji Polski seniorek debiutowała 27 grudnia 1989 w towarzyskim spotkaniu z Holandią. W 1991 wystąpiła w mistrzostwach Europy zajmując z drużyną dziewiąte miejsce. Ostatni raz w barwach narodowych wystąpiła w meczu kwalifikacji mistrzostw świata z Węgrami - 30 października 1993. Łącznie wystąpiła w 49 spotkaniach reprezentacji.
Była wychowanką zespołu Gorce Nowy Targ, następnie występowała w Starcie Łódź. Największe sukcesy klubowe osiągnęła w barwach Czarnych Słupsk (grając w tym klubie w sezonach 1989/1990 - 1993/1994), zdobywając mistrzostwo Polski (1992) i brązowy medal mistrzostw Polski (1991), a także Puchar Polski (1991). W 1993 jej drużyna spadła do II ligi. W sezonie 1994/1995 przeszła do drugoligowej Siarki Tarnobrzeg, grała też na tym poziomie ligowym w Muszyniance (przed awansem tej drużyny do ekstraklasy), Mazovii Rawa Mazowiecka, a karierę zakończyła w 2005 w Siarce Tarnobrzeg.